# Australobolbus intermedius
Australobolbus intermedius är en skalbaggsart som beskrevs av Henry Fuller Howden 1992. Australobolbus intermedius ingår i släktet Australobolbus och familjen Bolboceratidae. Inga underarter finns listade.